# Флетвудс (Західна Вірджинія)
Флетвудс (англ. Flatwoods) — місто (англ. town) в США, в окрузі Брекстон штату Західна Вірджинія. Населення — 264 особи (2020).

## Географія
Флетвудс розташований за координатами 38°43′1″ пн. ш. 80°39′9″ зх. д. / 38.71694° пн. ш. 80.65250° зх. д. (38.716915, -80.652528).  За даними Бюро перепису населення США в 2010 році місто мало площу 1,70 км², з яких 1,70 км² — суходіл та 0,00 км² — водойми.

## Демографія
Згідно з переписом 2010 року, у місті мешкало 277 осіб у 109 домогосподарствах у складі 74 родин. Густота населення становила 163 особи/км².  Було 127 помешкань (75/км²).
Расовий склад населення:
| - 99,3 % — білих - 0,4 % — азіатів |

До двох чи більше рас належало 0,4 %. Частка іспаномовних становила 0,7 % від усіх жителів.
За віковим діапазоном населення розподілялося таким чином: 27,1 % — особи молодші 18 років, 57,7 % — особи у віці 18—64 років, 15,2 % — особи у віці 65 років та старші. Медіана віку мешканця становила 41,2 року. На 100 осіб жіночої статі у місті припадало 93,7 чоловіків;  на 100 жінок у віці від 18 років та старших — 87,0 чоловіків також старших 18 років.
Середній дохід на одне домашнє господарство  становив 38 929 доларів США (медіана — 30 625), а середній дохід на одну сім'ю — 42 227 доларів (медіана — 31 719). За межею бідності перебувало 26,4 % осіб, у тому числі 45,2 % дітей у віці до 18 років та 0,0 % осіб у віці 65 років та старших.
Цивільне працевлаштоване населення становило 94 особи. Основні галузі зайнятості: мистецтво, розваги та відпочинок — 29,8 %, роздрібна торгівля — 13,8 %, фінанси, страхування та нерухомість — 10,6 %, будівництво — 10,6 %.